# Lindar
Lindar je naselje u Republici Hrvatskoj, u sastavu Grada Pazina, Istarska županija.

## Zemljopis
Smjestio se istočno od Pazina u dolini Pazinskog potoka.

## Znamenitosti
U Lindaru se nalaze mnoge znamenitosti kao sačuvani ostaci polukružnih kula u sklopu bedema,  Župna crkva sv. Mohora i Fortunata, Crkva sv. Katarine, Crkva sv. Sebastijana i Roka, Gradska loggia, ostaci starih zidina i kuća iz XV. i XVI. stoljeća. 
Crkva Sv. Katarine spomenik je kulture Republike Hrvatske. Crkva je sagrađena krajem 14. stoljeća, u gotičkoj maniri. To je jednobrodna crkva pravokutnog tlocrta čiji svod čine dijagonalno ukrštena rebra. Ispred crkve nalazi se lopica, dok se na krovu crkve nalazi i preslica čije je zvono po završetku Prvog svjetskog rata premješteno na zvono župne crkve.
Pravo bogatstvo crkve leži u njenoj unutrašnjosti. Godine 1409. nepoznati je majstor unutrašnjost oslikao freskama od kojih je najznačajniji i najprepoznatiji motiv Živog Križa. 
Crkva Sv. Sebastijana i Roka sagrađena je 1559. kao zavjetni dar Ivana Jedrejčića o čemu svjedoči i kamena ploča uzidana iznad ulaznih vratiju na kojoj je (glagoljicom i latinicom) upisan zavjet donatora.
Župna crkva Sv. Mohora i Fortunata sagrađena je kao jednobrodna crkva na početku 17. stoljeća. Bila je smještena unutar utvrđenog kaštela, opasanog zidinama i branjenog s tri snažne kule. Opadanjem fortifikacijskog značenja kaštela, crkva se je proširila: prvi puta 1781. godine i drugi puta 1860. godine, kada poprima svoj današnji izgled. Župna crkva je trobrodna građevina sa širim i višim srednjim brodom, te nižim i užim bočnim brodovima. 
Unutrašnjost krasi pet oltara, pretežno iz baroknog razdoblja. Na glavnom oltaru smješteno je svetohranište s upisanom godinom 1730. te oltarna pala s prikazom svetaca zaštitnika župe, sv. Mohora i Fortunata, djelo plodnog slikara Ottocenta Girolama Cornera. 
Zvonik župne crkve sagrađen je 1906. godine na mjestu starijeg zvonika.

## Povijest
Zbog strateški zanimljivog položaja, pretpostavlja se kako je mjesto naseljeno od prapovijesti. Smatra se kako je najstariji dio mjesta, lokalnog naziva Forteca) mjesto histarskog gradinskog naselja. Lindar se prvi puta spominje 1283. godine kada porečki biskup Bonifacije predaje Pazinskoj knežiji neki mlin pod Lindarom. Od 12. stoljeća, selo i kaštel pazinske knežije. Jezgru Lindara čine renesansne i pučke jednostavne kuće. Lindar je bio posjed grofova Goričkih pa Habsburgovaca. U ratu Cambraiske lige izloženi turskim napadima koje su uspješno odbili. Uskočki rat gotovo je potpuno gospodarski upropastio Lindar. Pod austrijskom će vlasti ostati sve do kraja Prvog svjetskog rata. 

## Stanovništvo
Prema popisu stanovništva iz 2001. godine, naselje je imalo 408 stanovnika te 130 obiteljskih kućanstava.
| broj stanovnika | 1095  | 1132  | 673   | 634   | 659   | 647   | 1169  | 1192  | 569   | 549   | 450   | 366   | 319   | 369   | 408   | 402   | 410   |
|                 | 1857. | 1869. | 1880. | 1890. | 1900. | 1910. | 1921. | 1931. | 1948. | 1953. | 1961. | 1971. | 1981. | 1991. | 2001. | 2011. | 2021. |

## Poznati i zaslužni Lindarci
- Stjepan Žiža (rodom iz Rovinjskog Sela, živio i umro u Lindaru), nadučitelj, sakupljač narodnog blaga - napjeva, pjesmi, izreka
- Ivan Vanik, župnik lindarski (1905. – 1931.), autor Lindarske kronike
- Ivan Bartulić, dugogodišnji župnik lindarski, zaslužan za obnovu crkvenih spomenika župe Lindar